# Robert Klein-Lörk
Robert Klein-Lörk (* 25. Oktober 1898 als Robert Klein in Wien; † 5. Dezember 1963 in White Plains (New York)) war ein österreichischer Schauspieler und Kabarettist.

## Leben und Wirken
Klein-Lörk begann seine Bühnenlaufbahn 1926 in Berlin. In der Spielzeit 1927/28 sah man ihn in Heinz Saltenburgs Deutschem Künstlertheater, wo Klein-Lörk an der Seite von so renommierten und arrivierten Kollegen wie Gustav Fröhlich, Heinrich Gretler, Ferdinand Hart, Eugen Klöpfer, Johannes Riemann und Franz Lederer sowie den Schauspielerinnen Maria Orska, Charlotte Ander, Maria Fein, Käthe Dorsch und Renate Müller auftrat.
Seit 1929 wirkte Klein-Lörk mehrfach in Kinofilmen mit, trat an Kabaretts wie dem Ping-Pong auf und vernachlässigte dafür den klassischen Theaterbetrieb. Mit dem Schüler Goldstaub in dem Kinoklassiker Der blaue Engel sollte Klein-Lörk im Winter 1929/30 seine wohl berühmteste Filmrolle erhalten. Als überzeugter Kommunist sah sich Klein-Lörk im Jahr der Machtergreifung 1933 dazu gezwungen, Deutschland fluchtartig zu verlassen. Er ließ sich zunächst in Wien nieder, wo er als Kabarettist an den Kleinkunstbühnen Literatur am Naschmarkt und „ABC“ auftrat. Nebenbei wirkte er in der österreichischen Hauptstadt 1935 mit einer winzigen Rolle als Taschendieb zum letzten Mal in einem Film mit. Klein-Lörks letzter bedeutender Bühnenauftritt in Wien fand im März/April 1937 statt, als er in Jura Soyfers „Die Botschaft von Astoria“ mitwirkte.
Als die deutschen Nationalsozialisten Österreich einverleibten, musste Robert Klein-Lörk erneut fliehen und übersiedelte in die Vereinigten Staaten. In New York sah man ihn 1946 im Gedenken an den 1939 im KZ Buchenwald an Typhus verstorbenen Soyfer in einer Aufführung von dessen Stück „Weltuntergang“, an seiner Seite der frühere „ABC“-Kollege Leon Askin.
In den Vereinigten Staaten arbeitete er als Friseur.

## Filmografie
- 1929: Zwischen vierzehn und siebzehn
- 1930: Masken
- 1930: Der blaue Engel
- 1930: Der Schuß im Tonfilmatelier
- 1930: Ein Burschenlied aus Heidelberg
- 1931: Die Firma heiratet
- 1932: Drei von der Stempelstelle
- 1932: Fünf von der Jazzband
- 1935: Tagebuch der Geliebten